# 桑名吉成
桑名吉成（日语：／ Kuwana Yoshinari，1551年—1615年6月2日）是日本戰國時代至江戶時代前期的武將，最初是長宗我部氏家臣，後來成為藤堂氏家臣。在長宗我部家臣時代，吉成擔任土佐中村城代（今高知縣四萬十市）。

## 生涯

### 長宗我部家臣時代
桑名家是來自伊勢桑名（現三重縣桑名市），遠祖是伊勢平氏，後來遷至桑名並以此為姓氏。戰國初期，桑名丹後守一代開始替長宗我部家效力，而桑名家由於協助長宗我部元親平定土佐有功，而位列三家老之一。吉成即是丹後守之孫。伯父是桑名太郎左衛門、父是藤藏人，親弟是桑名重定（丹後守），堂兄弟有桑名親光（太郎左衛門）、桑名平右衛門、桑名親勝（将監）。
吉成與父親、伯父等協助元親平定四國有功，在天正年間受命為中村城代。天正14年（1586年），元親奉豐臣秀吉之令進攻九州，吉成亦隨行在12月爆發的戶次川之戰中上陣，然而卻大敗於島津家久，元親甚至險死而敗退。在撤退過程中，元親在豐後臼杵（現大分縣臼杵市）被野武者盯上，幸有吉成保護元親逃脫成功，對此元親給他很高的評價。
慶長4年（1599年），元親在彌留之際，叮矚後繼者長宗我部盛親：「讓吉成當先鋒吧。」（吉成を先手とせよ）。
慶長5年（1600年），豐臣政權的內戰關原之戰爆發，盛親所屬的西軍戰敗，其領地亦因而被沒收，對此有家臣建議守城以最後一搏。然而，吉成明白在無外援之下，這些只是毫無意義的準備，因此商請與長宗我部家有關係的僧侶擔任使者以說服眾人，盡心地完成領地的交接。

### 藤堂家臣時代
吉成的政治手腕由此受到東軍諸將的青睞，與盛親之兄津野親忠有交情的藤堂高虎認同吉成的能力，以2,000石將他收歸麾下。然而，吉成成為藤堂家家臣以後的事蹟尚未見於史料。
慶長20年（1615年）5月爆發的大坂夏之陣的八尾之戰中，他作為藤堂軍一員參戰，與昔日的主君盛親在戰場中會見，吉成不忍與故主相見於兵戎，於是衝入兵陣裏單兵力戰而死。